# Encephalartos horridus
Encéphalartos cornu
Espèce
Statut CITES
Encephalartos horridus, l’Encéphalartos cornu, est une espèce de plantes à fleurs de la famille des Zamiaceae.
L'aire de répartition naturelle de cette espèce est la province du Cap oriental en Afrique du Sud. C'est un arbuste qui pousse principalement dans le biome subtropical.

## Description
Encephalartos horridus est un petit cycas à croissance basse, atteignant 0,9 m de haut et 0,9 m de large. L'espèce est particulièrement connue pour ses feuilles d'un bleu-gris distinctif, bien que le degré de coloration puisse varier considérablement. Le nom d'espèce horridus signifie latin « hérissé », d'après les folioles rigides et épineuses de la plante.
Les plantes matures ont de grandes tiges mesurant entre 0,5 et 1 m de long et 20 à 30 cm de diamètre avec la majorité de la tige poussant sous terre. Les feuilles mesurent jusqu'à 1 m de long et sont souvent fortement recourbées vers la pointe, paraissant rigides et épineuses. Les jeunes feuilles sont de couleur bleu argenté mais deviennent vertes avec l'âge.
Les cônes sont généralement brun-rouge ou rouge noirâtre, simples et recouverts d'une épaisse couche de poils fins. On trouve des cônes mâles et femelles. Le cône femelle est ovoïde et mesure jusqu'à 40 cm de long et 20 cm de diamètre, tandis que le cône mâle est largement cylindrique et se rétrécit vers les extrémités jusqu'à 40 cm de long et 12 cm de diamètre. Les graines sont grossièrement triangulaires avec trois faces aplaties.

## Répartition et habitat
Encephalartos horridus est originaire de la province du Cap-Oriental, en Afrique du Sud. Il se rencontre dans les zones arbustives arides, le plus souvent sur les crêtes et les pentes aux sols peu profonds. Présents naturellement, il ne se trouve qu'autour des districts de Port Elizabeth et d'Uitenhage. Ce pays bénéficie d'un climat chaud toute l'année, de précipitations annuelles moyennes de l'ordre de 250 à 600 mm et de températures estivales pouvant atteindre 40 °C. Il préfère le plein soleil et persiste dans divers habitats, notamment les broussailles du Karoo, les savanes acides, les sols fertiles profonds et les crêtes rocheuses ouvertes.
Dans la nature, il existe des preuves de variations distinctes au sein de l'espèce, y compris une possible forme « naine » trouvée autour de Port Elizabeth. Il est particulièrement adapté aux régions tempérées et subtropicales, mais peut tolérer des gelées légères à modérées. Pour prospérer, il nécessite un ensoleillement optimal, un excellent drainage, peu d'eau et un sol légèrement acide. 

## Écologie
Les cycas ont peu d'ennemis naturels ; cependant, à l'état sauvage, ils peuvent être victimes de la prédation d'animaux tels que les porcs-épics, les babouins et certains insectes. Bien que Encephalartos horridus puisse se reproduire par drageonnement, la reproduction nécessite généralement la pollinisation par les insectes. Une fois les cônes pollinisés, les graines sont disséminées par les animaux qui mangent les cônes charnus.

## Statut de conservation
Encephalartos horridus a été réévalué en 2020 pour la Liste rouge des espèces menacées de l’UICN et est maintenant répertorié comme espèce en voie de disparition selon les critères A2acd+4acd, un changement par rapport à sa classification comme vulnérable dans la Liste rouge des plantes menacées de l'UICN de 1997. Historiquement, Encephalartos horridus a été surexploité dans la nature, mais sa disponibilité généralisée dans les pépinières commerciales a réduit une partie de cette pression.

## Culture et multiplication
Comme tous les cycas, Encephalartos horridus a une croissance lente. Il apprécie les sols profonds et fertiles, enrichis en compost. Il est courant que l’espèce forme régulièrement de nouvelles feuilles et de nouveaux cônes. Les plantes sont disponibles dans les pépinières de nombreuses régions, mais elles sont également faciles à multiplier à partir de graines. Ils peuvent également être multipliés à partir de drageons avec un peu de patience et d'expérience. Encephalartos horridus est désormais disponible dans les pépinières et les jardins du monde entier.

## Galerie

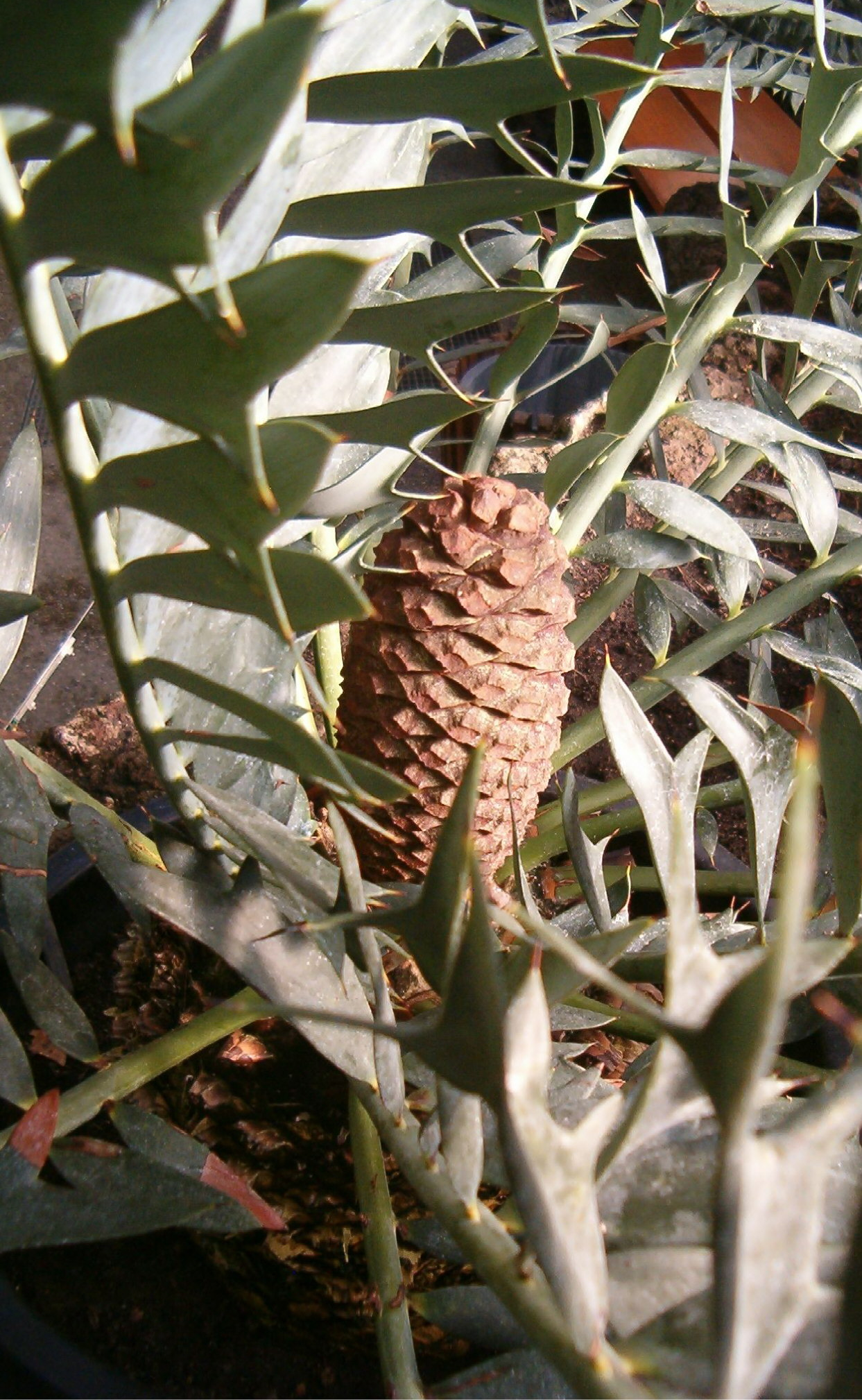
Cône.
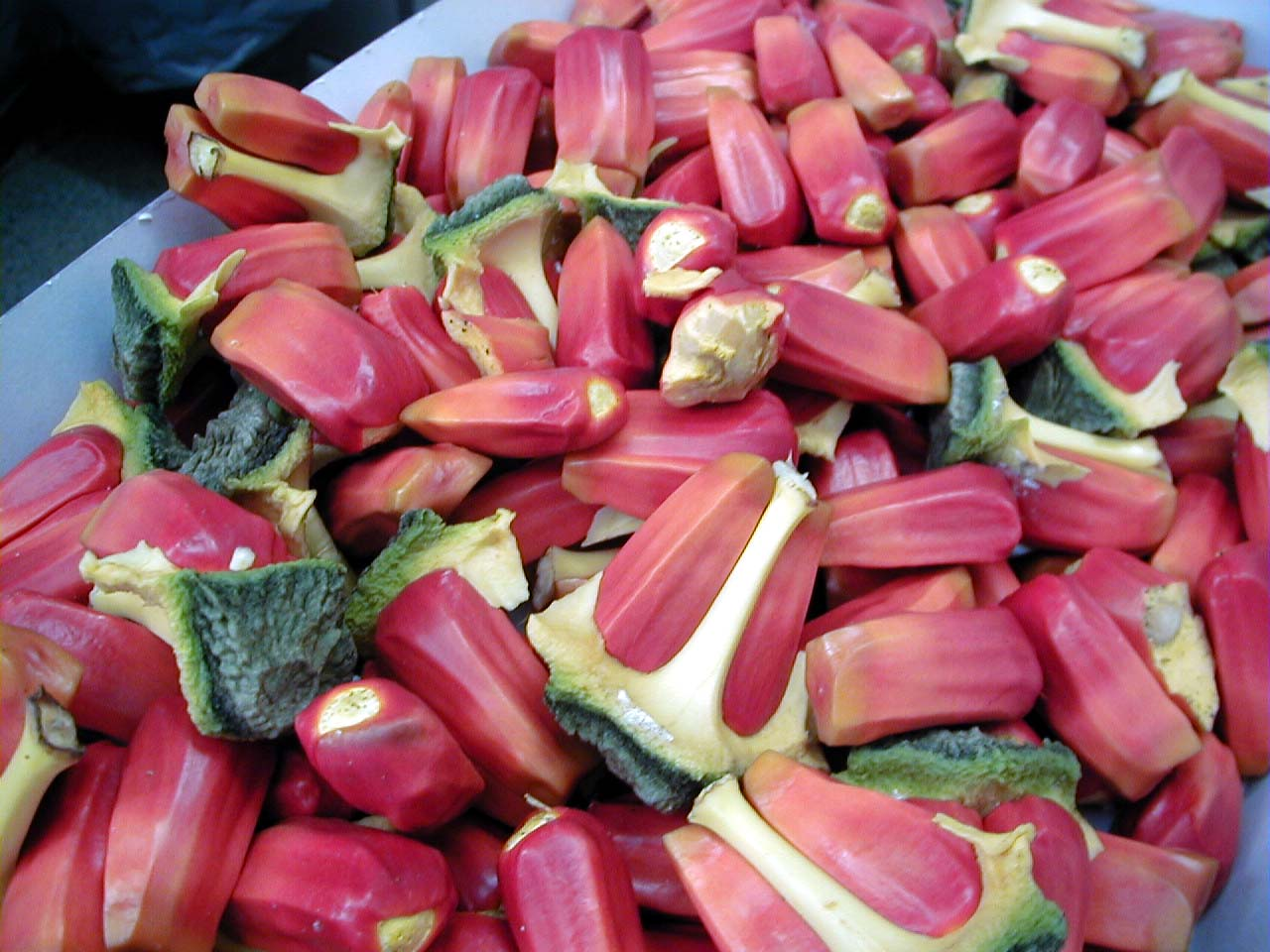
Graines.
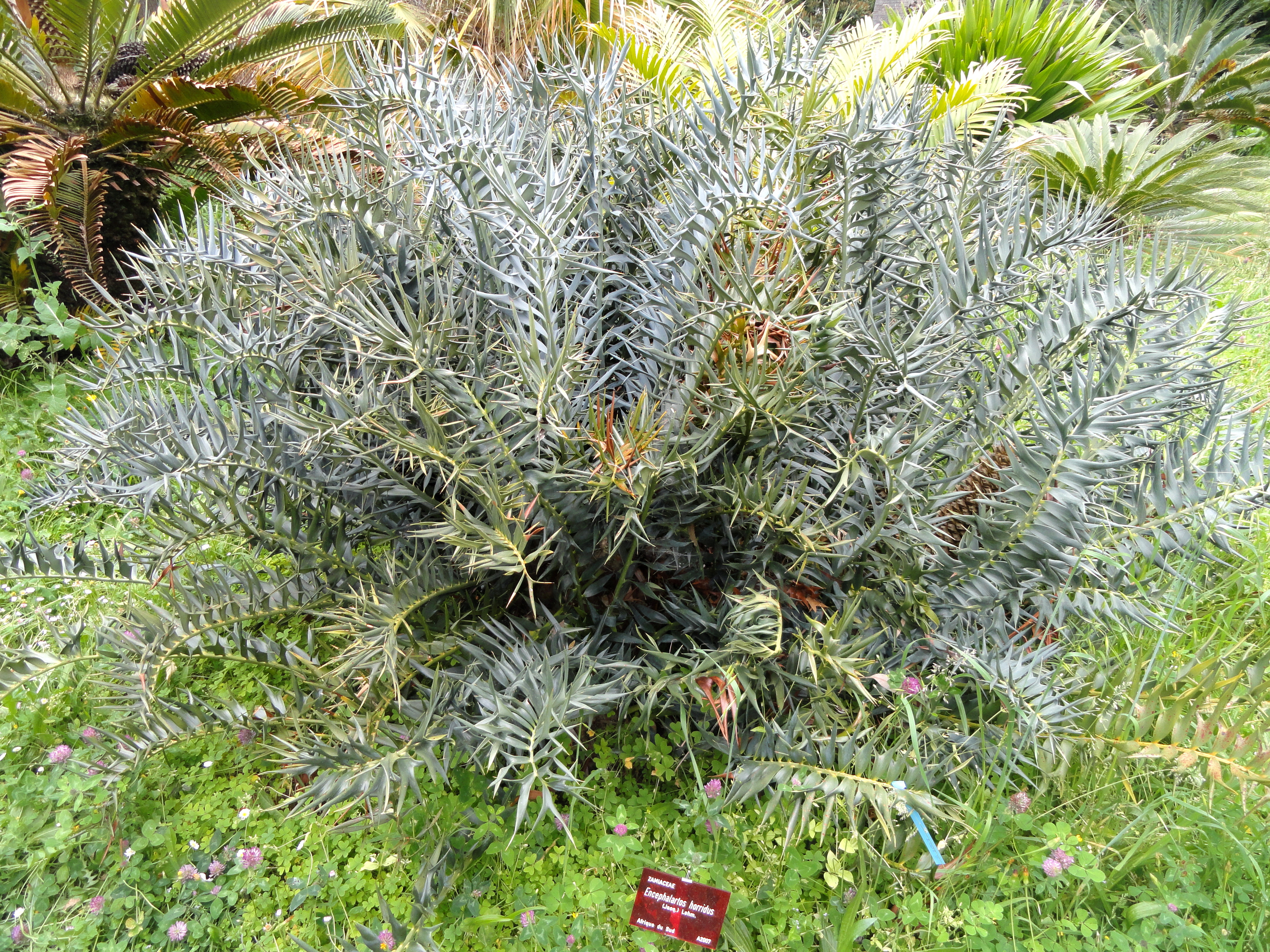
Plant.
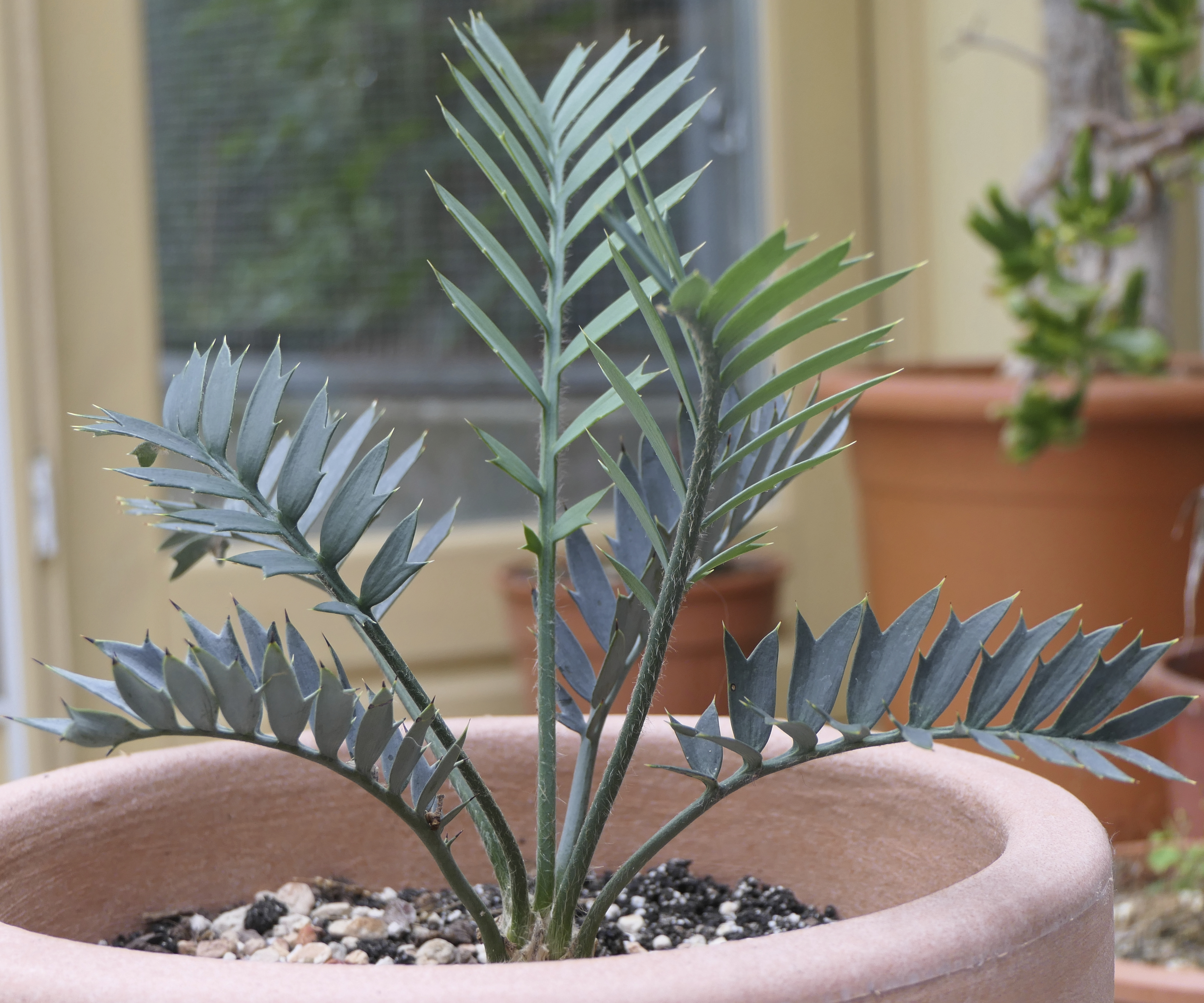
Jeune plant.
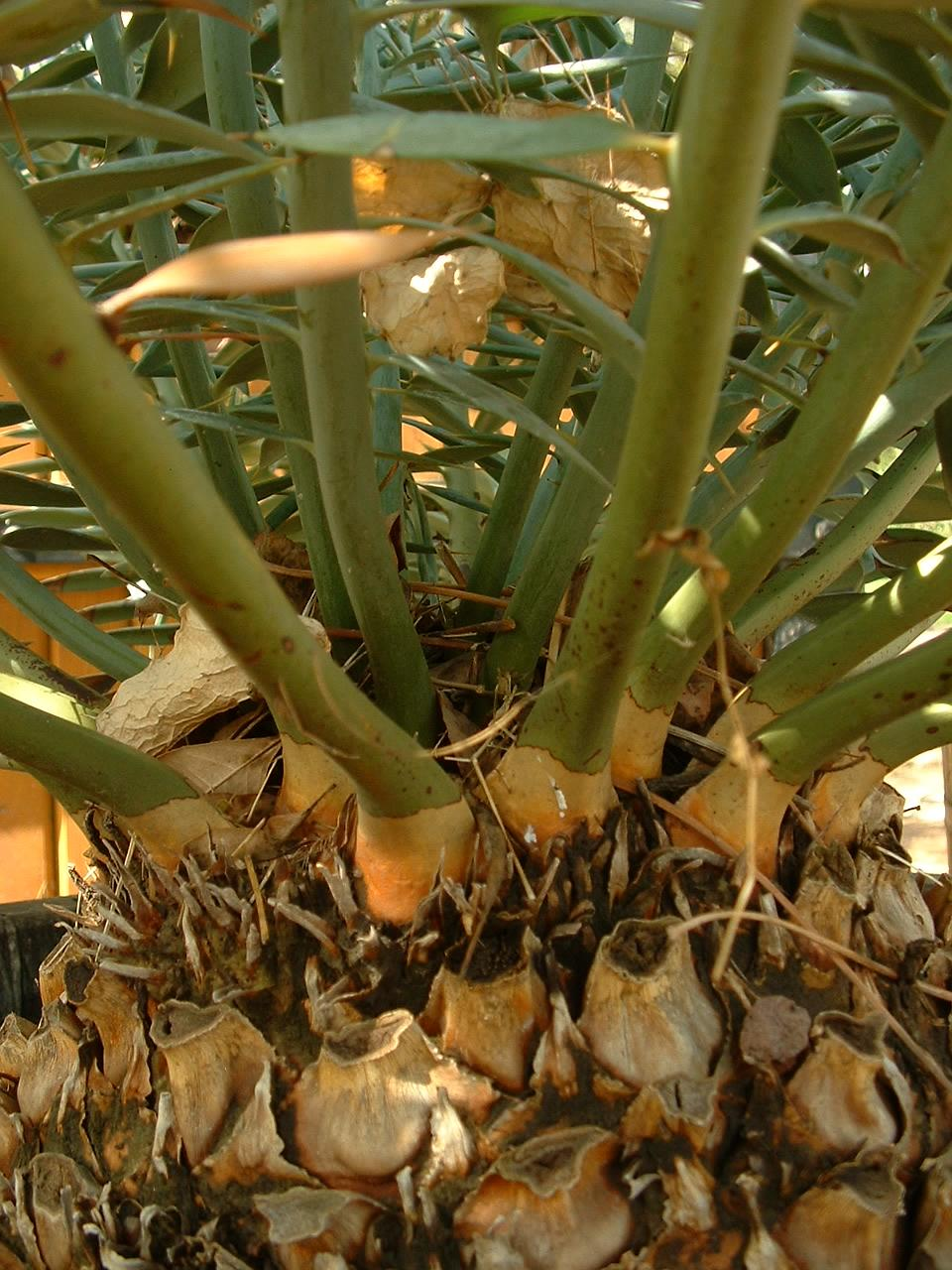
Tronc.

## Dénominations
Ce taxon porte en français le nom vernaculaire ou normalisé suivant : Encéphalartos cornu.
En anglais son nom commun est Eastern Cape blue cycad.

## Systématique
Le nom correct complet (avec auteur) de ce taxon est Encephalartos horridus (Jacq.) Lehm..
L'espèce a été initialement classée dans le genre Zamia sous le basionyme Zamia horrida Jacq..
Encephalartos horridus a pour synonymes :
- Encephalartos altensteinii var. eriocephalus DeVriese
- Encephalartos altensteinii var. eriocephalus de Vriese
- Encephalartos horridus var. hallianus (DeVriese) Miq.
- Encephalartos horridus var. horridus
- Encephalartos horridus var. nanus (Lehm.) J.Schust.
- Encephalartos horridus var. vanhallii (de Vriese) J.Schust.
- Encephalartos nanus Lehm.
- Encephalartos van-hallii DeVriese
- Encephalartos van-hallii de Vriese
- Zamia aurea Miq.
- Zamia gleina Miq.
- Zamia horrida Jacq.
- Zamia nana DeVriese
- Zamia nana Miq.
- Zamia nana de Vriese
- Zamia tricuspidata K.Koch